# Совка расписная
Совка расписная, или ленточница расписная (Dysgonia algira), — вид бабочек из семейства Erebidae.

## Описание

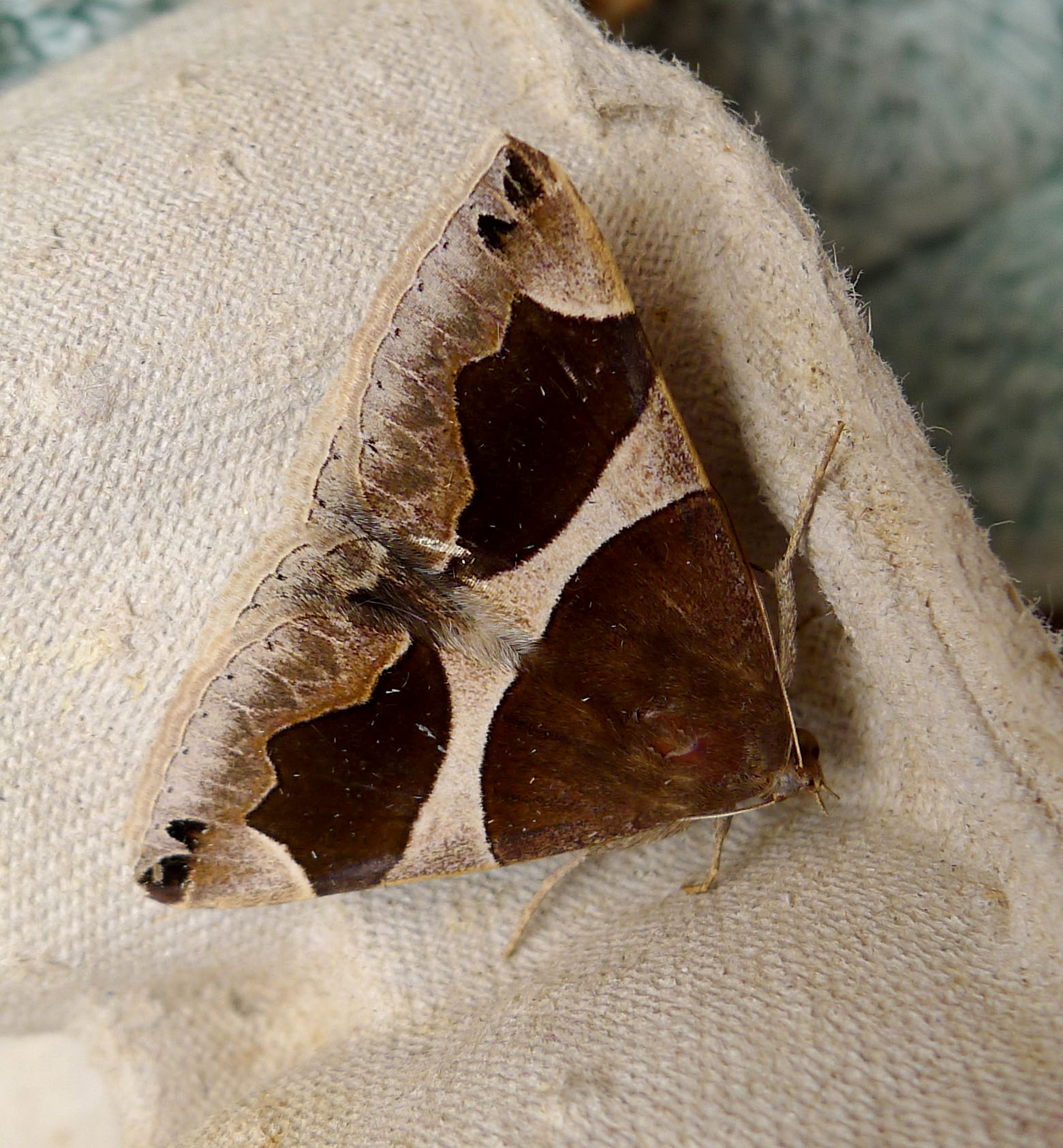

Размах крыльев 32—58 мм. Вершина передних крыльев резко вытянута. Передние крылья тёмные, бурого цвета, с серой, суженной в середине поперечной перевязью и с широким,, несколько более тёмным внешним краем. наружная поперечная линия светлая, на вершине крыла имеется два чёрно-бурых пятна. Задние крылья бурые, с более светлой поперечной перевязью. Ноги покрыты пушистыми волосками. На средних голенях находятся шипы. Гусеница похожа на гусениц рода Catocala — серая с жёлтыми продольными линиями и мелкими чёрными точками. Куколка красно-бурого цвета.

## Ареал
Крым, Африка, Мадагаскар, Индостан, Южная и Центральная Европа, Малая и Центральная Азия.
На территории Украины обитает локально в степной зоне (Донецкая область, Луганская область, Одесская область) и в Закарпатье..

## Биология
Бабочки встречаются на лугах, в степях, лесных полянах. Развивается в двух поколениях за год. Время лёта первого — с мая по июль, второго — с августа по ноябрь. Бабочки также активны и днём.
Гусеница с желтыми продольными линиями и маленькими черными точками. Кормовые растения гусениц: малина, ежевика, ива, дрок, ракитник, дербенник.